# Interplay Entertainment
Interplay Entertainment Corporation är ett amerikanskt datorspelsföretag som grundades 1983 (som Interplay Productions) av Brian Fargo, Troy Worrell, Jay Patel och Bill Heineman. Företaget har både utvecklat egna datorspel som Fallout och agerat förlag åt andra som Baldur's Gate och Descent.